# سینی

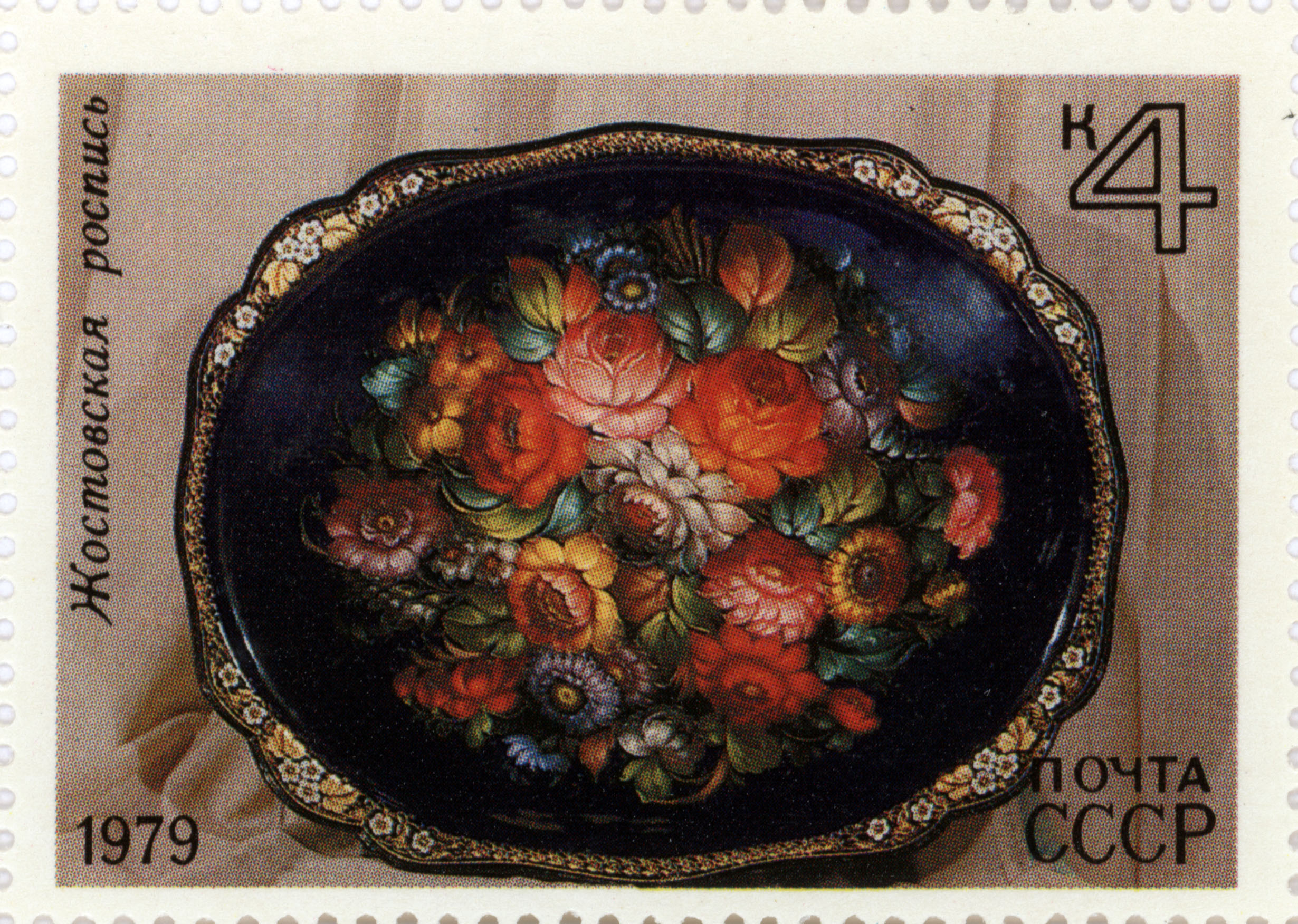
تمبر شوروی با نقش سینی

سینی یا طبق ظرفی مسطح با لبه کوتاه و عمق کم است. که برای حمل و پذیرایی غذا، آشامیدنی و سایر ظروف به کار می‌رود. به همین دلیل معمولاً مسطح بوده، و لبهٔ کوتاه آن‌ها برای جلوگیری از لغزش و افتادن اشیایی است که بر روی آن‌ها حمل می‌شود. سینی‌ها در اشکال گوناگونی ساخته می‌شوند، ولی کاربرد نوع مستطیل و بیضی آن‌ها بیشتر است. جنس سینی ممکن است از فلزات گوناگون، پلاستیک، چوب، ملامین و سایر مواد باشد.